# Lobotomy Corporation
Lobotomy Corporation (укр. Корпорація Лоботомія) — стратегічна відеогра 2018 року в жанрі симулятора менеджменту та жахів, розроблена та опублікована південнокорейською студією Project Moon у квітні 2018 року для платформи Microsoft Windows.

## Сюжет
Гравець, якого називають «X», є менеджером підземної енергетичної компанії Lobotomy Corporation, яка збирає енергію в дивних істот, відомих як «аномалії». Гравець спостерігає за процесом, керує співробітниками, спрямовуючи їх на роботу з аномаліями, щоб зібрати денну норму енергії, також співробітники мусять утримувати аномалії, у разі їхньої втечі з камер ізоляції.
Історія натхненна SCP Foundation, вигаданою таємною організацією, що утримує надприродні «аномалії» в дослідницьких установах, вона є предметом однойменного інтернет-проєкту зі створення письмової фантастики. Творці також надихались телевізійним серіалом «Сховище 13» та фільмом жахів «Хижа у лісі».

## Ігровий процес
Ігролад розділений на дві фази: підготовка до робочого дня та управління компанією. Від етапу підготовки залежить подальше управління: під час підготовки гравець може найняти нових співробітників, підвищити характеристики вже найнятих співробітників (мужність, мудрість, стійкість і справедливість), розподілити їх у відділи та забезпечити E.G.O. зброєю й костюмами. Під час етапу управління співробітники збирають енергію з аномалій. Шанс успіху збору може сильно відрізнятися з огляду на аномалію, оскільки вони мають унікальний набір характеристик, які визначають їхню поведінку та небезпеку. Що ускладнює завдання, інформація про ці риси одразу недоступна, гравець змушений шукати її самостійно, заробляючи інформаційні бали, які видобуваються під час роботи з аномалією та можуть бути використані для отримання інформації про неї, як-от кращі для неї види робіт, поведінка під час утечі та (лише якщо гравець зібрав достатньо інформації) виробництва зброї та броні.
Коли зібрано достатню кількість енергії, гравець може закінчити день і отримати оцінку від S (найкраща) до F (найгірша). На неї впливає кількість співробітників, які вижили, оцінка прямо пропорційна очкам «LOB» на наступний день, які гравець зможе використовувати для поліпшення співробітників або найму нових. На суму очок «LOB», отриману наприкінці дня, накладається штраф, залежно від рівня небезпеки аномалій, що втекли протягом дня. На початку наступного дня гравцеві дається на вибір три аномалії, одну з яких він буде змушений утримувати. Єдина інформація про ці аномалії — це їхні класифікаційні номери та невеликий загадковий і таємничий опис. Щойно аномалія обрана, її додають до решти, після чого починається нова фаза підготовки.

## Персонажі
На початку відеогри гравцеві допомагає радниця Анжела, вона являє собою просунутий ШІ. Під час гри гравця також наставляють персонажі, звані Сфірот, вони очолюють різні відділи корпорації. Корпорація заснована на перевернутій кабалі, імена Сфірот відповідають місцю знаходження їхнього відділу. Аномалії розрізняються за рівнем небезпеки. Ці рівні засновані на літерах єврейського алфавіту.
- ZAYIN: Аномалії з найменшою агресивністю. Майже не заподіюють шкоди та в деяких випадках приносять користь. Не тікають.
- TETH: Клас аномалій, здатних заподіяти шкоди співробітникам. Однак за належного догляду вони не заподіять серйозної шкоди. Деякі з них можуть утекти з камери ізоляції.
- HE: Ці аномалії можуть з легкістю вбити декількох співробітників, але хороший керівник не дасть цьому статися. Кожна друга тікає з камери ізоляції.
- WAW: Дуже небезпечні та руйнівні аномалії. Вони вороже налаштовані й при поганому догляді можуть убити десятки співробітників. Більшість із них тікають із камери ізоляції.
- ALEPH: Найнебезпечніші аномалії. Можуть із легкістю знищити весь відділ одноосібно.

Гравець починає з аномалії класу ZAYIN під назвою «Один гріх і сотні благих діянь», вона заснована на особистостях Ісуса Христа та Юди Іскаріота. Його ім'я включає «один гріх» Юди — зраду Ісуса й «сотню благих діянь», які він повинен зробити як спокуту вчиненого гріха. Аномалія являє собою форму черепа, що ширяє над землею, насадженого на хрест, які тісно пов'язані одне з одним терновим вінцем. Наступні аномалії видаються випадково.

## Продовження
- У серпні 2021 року було випущено сиквел Library of Ruina, колодоскладальна покрокова тактична відеогра.[5]
- Третя частина серії, проєкт у жанрі dungeon crawl, вийшла в лютому 2023 року під назвою Limbus Company.[6]